# Michał Sosna
Michał Sosna (ur. 1982) – polski operator filmowy, artysta wizualny, fotograf, reżyser teledysków i filmów dokumentalnych, nauczyciel akademicki.

## Życiorys
W latach 2003–2008 studiował na Wydziale Radia i Telewizji im. Krzysztofa Kieślowskiego Uniwersytetu Śląskiego w Katowicach, na kierunku operatorskim.
Zrealizował jako operator filmowy zdjęcia do filmów: Zaprawdę Hitler Umarł Moniki Strzępki, Diament Olgii Tomka Siwińskiego, Szkoda całkowita Jagody Madej, T for Taj Mahal Kireet Khurana, Hycel oraz Saleem Darii Woszek. Był nominowany do Nagrody im. Jana Machulskiego za najlepsze zdjęcia do filmu Hycel (2018). Wyreżyserował teledysk do wydanego w 2021 signla Lisy Gerrard i Jules’a Maxwella Deshta (Forever) z ich albumu Burn.
Wystawiał prace na kilkudziesięciu wystawach indywidualnych lub zbiorowych, m.in. w Bunkrze Sztuki w Krakowie, LaFabrica w Barcelonie, London Photographic Association; indywidualnie wystawiał m.in. w Galerii Pauza w Krakowie (2009).
W 2018 został zakwalifikowany do Krakowskiego Salonu Sztuki, gdzie pokazał wideoart z udziałem Jerzego Vetulaniego. W listopadzie 2019 otrzymał wraz z Keymo nagrodę główną II Krakowskiego Salonu Sztuki za pracę Slideshow „wydobywającą na światło dzienne to, co zazwyczaj ukryte”, „dzieło wyzywające, zarówno wobec salonowości, jak i otaczającej nas rzeczywistości”. W ocenie jury, „pokazując darkroom po polsku, Slideshow buduje transgresywną opowieść o współczesnej seksualności”.
Publikował fotografie m.in. w Replice. Współtworzył wydawane przez Replikę queerowe kalendarze, sprzeciwiające się homofobii i transfobii. W grudniu 2020 ukazał się album Kobiety delikatne jak bomby z jego zdjęciami transparentów z protestów przeciw zaostrzeniu prawa aborcyjnego, które rozpoczęły się w październiku 2020. W 2021 ukazał się jego zin No pic no chat. Autonomy, zawierający wypowiedzi osób queerowych, głównie osób transpłciowych, a także (w ramach gościnnej prezentacji) fotografie Bruce’a LaBruce’a.
Podjął pracę jako nauczyciel akademicki w szkole filmowej AMA Film Academy w Krakowie oraz na Wydziale Intermediów Akademii Sztuk Pięknych im. Jana Matejki w Krakowie. W lutym 2023 podjął pracę dydaktyczną na Uniwersytecie Jagiellońskim.

## Filmografia

### Filmy fabularne
Zaprawdę Hitler Umarł (2025)
Super 30 (2019)
T for Taj Mahal (2018)

### Filmy dokumentalne
Ride For The Living (2024)
Nago. Głośno. Dumnie (2023)
Human to Human (2022)
My Home India (2019)
Poza zasięgiem (2010)
Sztuka Dokumentu: Wojciech Wiszniewski (2008)
Sztuka Dokumentu: Bogdan Dziworski (2008)

### Seriale telewizyjne
Yalla Nyghayer Let's Change (2022)
Saleem (2014)

### Filmy krótkometrażowe
Pani Basia (2021)
O człowieku, który kupił mleko (2021)
Solar Voyage (2021)
Unframed (2019)
Szkoda Całkowita (2019)
Angel of Death (2017)
Brilliance (2016)
Hycel (2015)
- Kobiety delikatne jak bomby. 2020. Brak numerów stron w książce[16][17][18][19]
- No pic no chat. Autonomy. 2021. ISBN 978-83-961848-0-1. Brak numerów stron w książce